# فينس فون
فنسينت فوجن (بالإنجليزية: Vince Vaughn)‏ ممثل أمريكي من مواليد 28 مارس 1970، كاتب سيناريو ومنتج وممثل كوميدي وناشط. يقول انه بدأ التمثيل في أواخر الثمانينات من القرن الماضي، ويظهر في أدوار تلفزيونية بسيطة قبل أن يحقق شهرة واسعة في فيلم "Swingers " في عام 1996. وقد ظهر منذ ذلك الحين في عدد من الأفلام، بما في ذلك العالم المفقود: الحديقة الجوراسية، العودة إلى الجنة، المدرسة القديمة ، دوجي بول: القصة الحقيقة للخاسر ، الانفصال

## مواقع خارجية
- فينس فون على موقع IMDb (الإنجليزية)
- فينس فون على موقع ميتاكريتيك (الإنجليزية)
- فينس فون على موقع الموسوعة البريطانية (الإنجليزية)
- فينس فون على موقع روتن توميتوز (الإنجليزية)
- فينس فون على موقع مونزينجر (الألمانية)
- فينس فون على موقع قاعدة بيانات الأفلام العربية
- فينس فون على موقع ألو سيني (الفرنسية)
- فينس فون على موقع ميوزك برينز (الإنجليزية)
- فينس فون على موقع تيرنر كلاسيك موفيز (الإنجليزية)
- فينس فون على موقع أول موفي (الإنجليزية)